# 35e armée (Japon)
Pour l’article homonyme, voir 35e armée (Russie).
La 35e armée (第35軍, Dai-san-jū-go gun) est une unité de l'armée impériale japonaise basée aux Philippines durant la Seconde Guerre mondiale.

## Histoire
La 35e armée est créée le 26 juillet 1944 aux Philippines dans l'attente d'une invasion des Alliés de Mindanao et des îles Visayas dans le centre et le sud de l'archipel. Elle est placée sous le contrôle de la 14e armée régionale. Elle est d'abord destinée à être une force de garnison pour résister à une guerre de positions de longue durée mais comme la situation militaire du Japon se dramatise rapidement sur le théâtre de la guerre du Pacifique, le quartier-général impérial envoie le gros de ses forces renforcer les troupes présentes à la bataille de Leyte contre les forces américano-philippines. Une fois la bataille perdue, les unités survivantes reçoivent l'ordre de se dissimuler et d'engager une campagne de guérilla sur leurs îles respectives aussi longtemps que possible. La 35e armée est officiellement dissoute le 19 avril 1945. Quelques-uns de ses soldats deviennent cependant des « soldats japonais restants » jusque dans les années 1970.

## Commandement

### Commandants
|   | Nom                   | De              | À             |
| - | --------------------- | --------------- | ------------- |
| 1 | Général Sōsaku Suzuki | 28 juillet 1944 | 19 avril 1945 |

### Chef d'État-major
|   | Nom                               | De               | À                |
| - | --------------------------------- | ---------------- | ---------------- |
| 1 | Major-général Yoshiharu Tomochika | 28 juillet 1944  | 14 novembre 1944 |
| 2 | Lieutenant-général Takaji Wachi   | 14 novembre 1944 | 20 février 1945  |
| 3 | Major-général Yoshiharu Tomochika | 20 février 1945  | 19 avril 1945    |